# Cristiano da Silva
Cristiano da Silva (nacido el 12 de enero de 1987) es un futbolista brasileño que juega como delantero en el V-Varen Nagasaki de la J2 League.
Jugó para clubes como el Coritiba, Chapecoense, Juventude, Red Bull Salzburgo, Tochigi SC, Ventforet Kofu y Kashiwa Reysol.

## Trayectoria

### Clubes
| Club                     | País    | Año       |
| ------------------------ | ------- | --------- |
| Coritiba                 | Brasil  | 2005-2006 |
| Toledo E. C.             | Brasil  | 2006-2007 |
| Adap Galo Maringá        | Brasil  | 2008      |
| Marcílio Dias            | Brasil  | 2008      |
| Rio Claro F. C.          | Brasil  | 2009      |
| C. A. Metropolitano      | Brasil  | 2009-2011 |
| Chapecoense (cedido)     | Brasil  | 2009      |
| E. C. Juventude (cedido) | Brasil  | 2011      |
| Red Bull Salzburgo       | Austria | 2012-2014 |
| Tochigi SC (cedido)      | Japón   | 2013      |
| Ventforet Kofu           | Japón   | 2014-2016 |
| Kashiwa Reysol (cedido)  | Japón   | 2015      |
| Kashiwa Reysol           | Japón   | 2016-2021 |
| V-Varen Nagasaki         | Japón   | 2022-     |